# جدجد شجري متجانس
جدجد شجري متجانس (الاسم العلمي: Oecanthus similis) هو نوع من الحشرات يتبع جنس الجدجد الشجري من فصيلة الجداجد الحقيقية.